# Prezydenci Tatarstanu
Prezydent Tatarstanu – jest głową autonomicznej republiki Tatarstanu w ramach Federacji Rosyjskiej. Obecnym prezydentem od 2010 roku jest Rustam Minnichanow.

## Chronologiczna lista

### Prezydent (1991-)
| Osoba | Osoba   | Osoba                      | Kadencja      | Kadencja      | Partia polityczna                             |
| #     | Portret | Imię i nazwisko            | Od            | Do            | Partia polityczna                             |
| ----- | ------- | -------------------------- | ------------- | ------------- | --------------------------------------------- |
| 1     |         | Mintimer Szajmijew (1937–) | 4 lipca 1991  | 25 marca 2010 | bezpartyjny/Ojczyzna – Cała Rosja/Jedna Rosja |
| 2     |         | Rustam Minnichanow (1957–) | 25 marca 2010 |               | Jedna Rosja                                   |